# Tjapko van Bergen
Tjapko Antoon (Tjapko) van Bergen (Heiligerlee, 26 maart 1903 – Krakolje (oblast Leningrad, Sovjet-Unie), 2 februari 1944) was een Nederlands roeier. Hij nam eenmaal deel aan de Olympische Spelen, maar won bij die gelegenheid geen medaille.
Op de Olympische Spelen van 1928 in Amsterdam maakte hij op 25-jarige leeftijd zijn olympisch debuut bij het roeien op het onderdeel twee met stuurman. De roeiwedstrijden vonden plaats op de Ringvaart bij Sloten, omdat de Amstel was afgekeurd door de Internationale Roeibond FISA. De wedstrijdbaan van 2000 m was vrij smal en hierdoor was het olympische programma verlengd. In totaal was er 3000 m rechte baan beschikbaar, zodat ook extra oefenwater beschikbaar was. In de eerste ronde verloren ze van de Belgen. De boot sloeg om en ze waren hiermee direct uitgeschakeld.

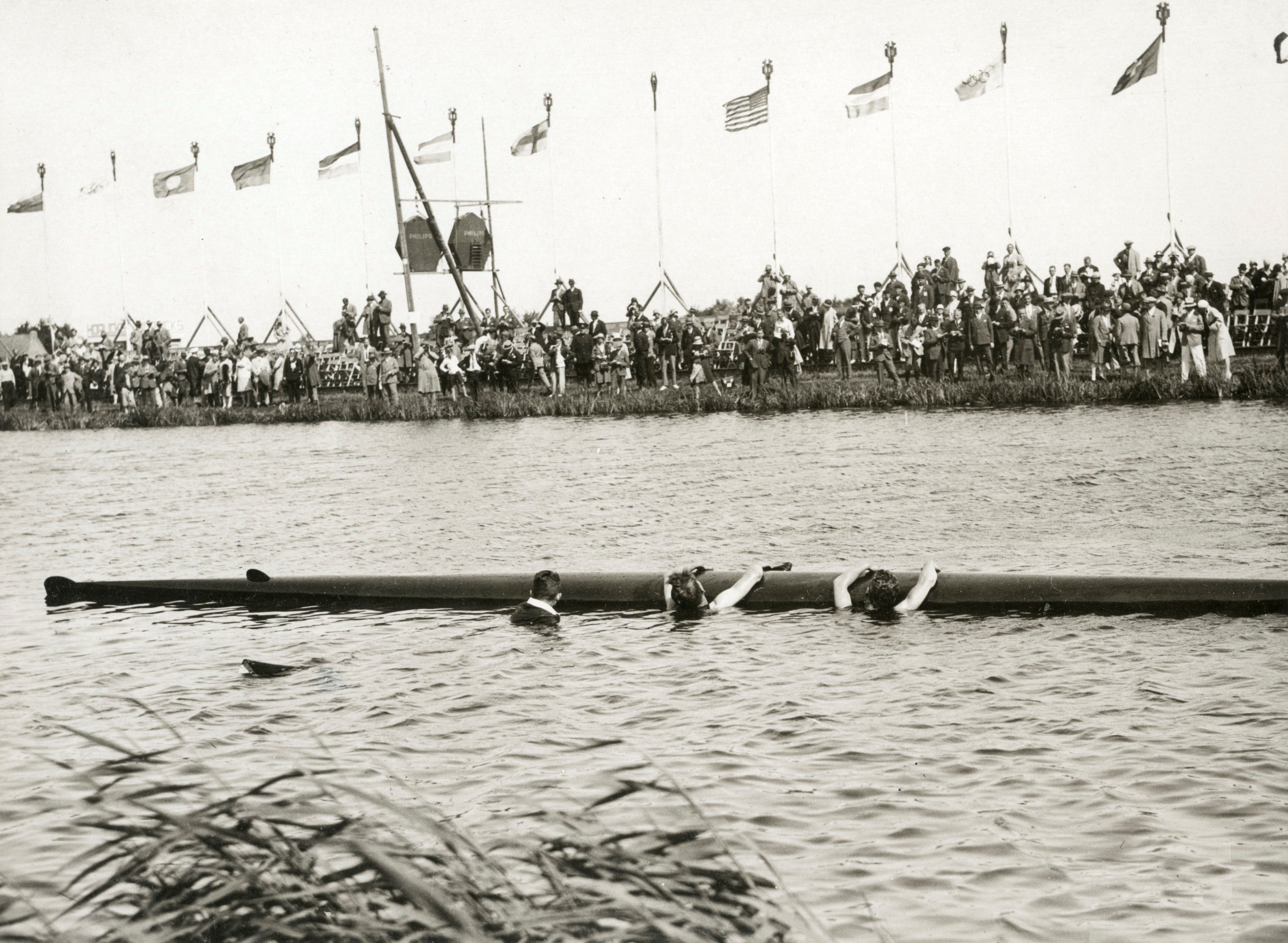
De boot van de Nederlandse twee-met-stuurman (Cornelis Dusseldorp, Tjapko van Bergen en Hendrik Smits) sloeg om tijdens de wedstrijd tegen België

In zijn actieve tijd was hij aangesloten bij RV Willem III in Amsterdam en later bij De Hunze in Groningen. Hij sneuvelde tijdens de Tweede Wereldoorlog als NSB'er en SS-Rottenführer aan het Oostfront aan de grens tussen de Estse en de Russische SFSR. Hij was mede-eigenaar van een klokkengieterij in Heiligerlee. Van Bergen liet een vrouw en een dochter achter.

## Palmares

### roeien (twee met stuurman)
- 1928: series OS - DNF

Tjapko van Bergen · 
Cornelis Dusseldorp · 
Hendrik Smits (stuurman)